# قطعنامه ۹۶۶ شورای امنیت
قطعنامه ۹۶۶ شورای امنیت سازمان ملل متحد که در تاریخ ۰۸ دسامبر ۱۹۹۴ تصویب شد، سندی بین‌المللی دربارهٔ آنگولا است. این قطعنامه طی نشست ۳۴۷۷ام با ۱۵ رای موافق، ۰ مخالف و ۰ ممتنع تصویب شد.